# Tephrophilus wetmorei
Tephrophilus wetmorei é uma espécie de ave da família Thraupidae.
Pode ser encontrada nos seguintes países: Colômbia, Equador e Peru.
Os seus habitats naturais são: regiões subtropicais ou tropicais húmidas de alta altitude, matagal tropical ou subtropical de alta altitude e campos de altitude subtropicais ou tropicais.
Está ameaçada por perda de habitat.